# Charles Curtis
Charles Curtis, född 25 januari 1860 i Topeka i Kansasterritoriet, död 8 februari 1936 i Washington, D.C., var en amerikansk advokat och republikansk politiker som var USA:s vicepresident åren 1929–1933.

## Biografi
Curtis härstammade från amerikanska indianer. Hans mor var en Kaw. Han tillbringade en del av sitt tidiga liv på ett indianreservat. Han inledde sin karriär som advokat i Topeka 1881. Han var ledamot av USA:s representanthus åren 1893–1907 och ledamot av USA:s senat åren 1907–1913 och 1915–1929. I senaten var han bland annat president pro tempore och sedan senatens majoritetsledare för republikanerna mandatperioden 1925–1929.
Curtis var vicepresidentkandidat till Herbert Hoover i presidentvalet 1928. Republikanerna vann presidentvalet med klar marginal. Curtis tjänstgjorde därefter som USA:s vicepresident åren 1929–1933. I presidentvalet 1932 förlorade Hoover och Curtis med lika tydlig marginal som de hade vunnit med fyra år tidigare.
Curtis arbetade sina sista år som advokat i Washington, D.C. och avled i en hjärtinfarkt 1936. Hans grav finns i hans hemstad Topeka.